# Johnny Cueto
Johnny Cueto Ortíz (San Pedro de Macorís, 15 de febrero de 1986) es un lanzador dominicano de las Grandes Ligas (MLB) de Béisbol que juega para los Miami Marlins. 
Anteriormente jugó con los Cincinnati Reds, San Francisco Giants, Chicago White Sox y los Kansas City Royals, equipo con el cual ganó la Serie Mundial de 2015.

## Carrera profesional

### Ligas menores
Cueto estuvo en las ligas menores durante tres temporadas, y se destacó en muchos niveles. Comenzó su carrera con Gulf Coast Reds de la Gulf Coast League, registrando un promedio de carreras limpias (efectividad) de 5.02, antes de ser promovido al nivel A avanzado con Sarasota Reds de la Florida State League, donde terminó su temporada 2005. Tuvo mejores temporadas desde entonces. En 2006 fue enviado al nivel A con Dayton Dragons, registrando una efectividad de 2.61 y un WHIP de 0.88. Mientras que con Dayton, el 13 de mayo de 2006, lanzó un no-hitter contra Wisconsin Timber Rattlers. Más tarde fue promovido de nuevo a Sarasota Reds, donde terminó su temporada para el segundo año consecutivo. En 2007 fue enviado, una vez más, a Sarasota. Lanzó 14 juegos allí, antes de entrar en una buena racha, y avanzando a través de tres niveles en una misma temporada. Tuvo un excelente desempeño en la liga AA con Chattanooga Lookouts, y en AAA con Louisville Bats en el resto de su campaña de 2007. Fue nombrado Lanzador de Ligas Menores del Año de los Rojos por segundo año consecutivo.

### Cincinnati Reds

#### 2008-2010
Cueto hizo su debut en las Grandes Ligas el 3 de abril de 2008 para los Rojos contra los Diamondbacks de Arizona, donde lanzó un juego perfecto en cinco entradas antes de permitir un jonrón a Justin Upton en la parte superior de la sexta entrada. El jonrón fue el único hit que permitió, ponchando a 10 en siete innings. Cueto fue acreditado con la victoria en su debut, mientras los Rojos ganaron 3-2. Fue el primer miembro de los Rojos desde 1900 en lanzar diez ponches en su debut de Grandes Ligas. También fue el primer lanzador de Grandes Ligas que tuvo 10 ponches y 0 base por bolas en su debut. Fue el tercero en la historia de la MLB en tener 10 ponches y permitir sólo un hit. Para el juego, la efectividad de Cueto fue de 1.29 en 92 lanzamientos. A pesar de su impresionante debut, Cueto estuvo inconsistente la mayor parte de la temporada. Al final de la campaña de 2008, terminó con un récord de 9-14 con una efectividad de 4.81.

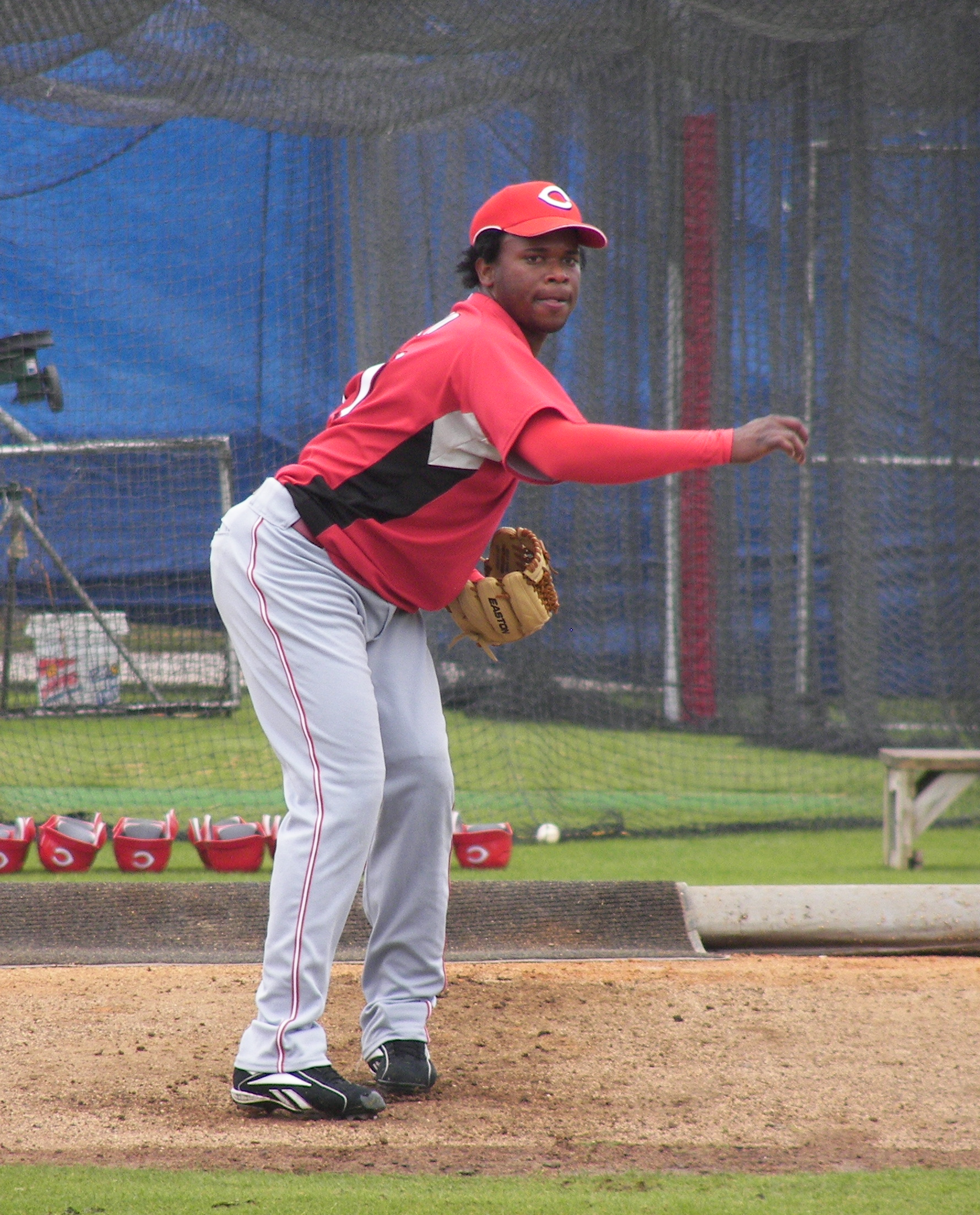
Cueto durante una práctica de spring training.

Cueto comenzó el 2009 como el cuarto abridor de los Rojos. Su efectividad fue inicialmente una de las mejores en las Grandes Ligas, liderando la Liga Nacional con 2.17. Su ratio de bases por bolas por cada nueve entradas bajó, mientras que en la temporada 2009 subió. Encontraba la zona de strike con más frecuencia, se asemejó a la actuación de 2008 de su compañero de equipo, Edinson Vólquez. El 6 de julio de 2009, Cueto sufrió la peor derrota en su joven carrera. Lanzando contra los Filis de Filadelfia, fue bombardeado; permitió nueve carreras limpias en cinco hits, dando 3 boletos. Por si fuera poco, todo esto sucedió en la primera entrada, y Cueto fue sacado del juego después de sacar sólo dos out. Los Filis anotaron 10 carreras en esa entrada. Terminó la temporada con un récord de 11-11 y una efectividad de 4.41.
Cueto comenzó la temporada 2010 como tercer abridor de los Rojos. Después de bajar significativamente su promedio, tuvo sin duda su mejor actuación desde su debut el 11 de mayo, lanzando una blanqueada de un hit contra los Piratas de Pittsburgh. No dio boletos y golpeó a un bateador, llevando a los Rojos a una victoria de 9-0.
El 12 de agosto de 2010, Cueto fue suspendido siete partidos por lo que las Grandes Ligas llamó "acciones violentas y agresivas". Durante una pelea de bancas en el primer inning de un juego el 10 de agosto, Cueto, mientras se encontraba en el backstop, empezó a patear salvajemente a varios jugadores de los Cardenales de San Luis, hiriendo a Chris Carpenter y Jason LaRue.
 Debido a las lesiones sufridas por LaRue a manos de Cueto se vio forzado a un temprano retiro. Después de la temporada 2010, los Rojos y Johnny Cueto acordaron un contrato de 4 años y $27 millones de dólares.

#### 2011-2015
Cueto comenzó la temporada 2011 en la lista de lesionados y regresó el 8 de mayo. Desde que se perdiera una gran cantidad de aperturas por estar en la lista de lesionados, no era elegible por su efectividad hasta su apertura contra los Gigantes de San Francisco el 31 de julio, donde lanzó una blanqueada de juego completo de sólo 3 hits. Luego tomó el liderato de Grandes Ligas con una efectividad de 1.72. Perdió la elegibilidad, dos veces, debido a la falta de entradas desde entonces, pero volvió a tomar el liderato de la Liga Nacional en efectividad después de lanzar una blanqueada de siete innings contra los Rockies de Colorado el 11 de agosto. A medida que avanzaba la temporada, Cueto comenzó a incorporarse más y más a su posición de balanceo (windup). Al inicio de la temporada, su posición de balanceo (windup) presentó un paso convencional, manteniendo su cuerpo posicionado hacia la tercera base antes de tirar un lanzamiento. Sin embargo, a finales de julio, el torso de Cueto estaba frente a la segunda base e hizo una pausa por un breve momento. Muchas personas han comparado este giro con el del famoso Luis Tiant. A partir del 25 de agosto, empató con Jered Weaver con la mejor efectividad de toda las Grandes Ligas con 2.03.
La posibilidad de Cueto para ganar el título de efectividad de la temporada llegó a su fin después de que se lastimó un músculo de la espalda el 15 de septiembre, mientras lanzaba contra los Cachorros. El 20 de septiembre, el equipo decidió sacarlo del roster para no correr el riesgo de que sufriera más lesiones. Terminó la temporada con una efectividad de 2.31 en 156.0 entradas - sólo a seis entradas completas para calificar por el título de efectividad.
En 2012 Cueto lanzó en el Día Inaugural para los Rojos y pasó a ganar 19 partidos contra sólo 9 pérdidas con un promedio de carreras limpias de 2.78.
Inició el Juego 1 de la Serie Divisional de la Liga Nacional contra San Francisco, pero tuvo que abandonar después de sólo ocho lanzamientos debido a una distensión muscular en la espalda. Después de que los Gigantes ganaron el Juego 3, obligando a un cuarto juego de las Serie Divisional, los Rojos sustituyeron a Cueto en el roster de postemporada con Mike Leake, quien fue su quinto abridor durante la temporada y lanzó el cuarto juego de la Serie Divisional.
Cueto sufrió de una variedad de lesiones en 2013, limitándolo a sólo 11 aperturas en la temporada. En dichas aperturas tuvo un récord de 5-2 con una efectividad de 2.82 y 51 ponches.
A pesar de su temporada limitada, fue elegido para iniciar el Juego de Comodines de la Liga Nacional contra los Piratas de Pittsburgh. Cueto fue recibido por una multitud de Pittsburgh que no había visto un partido de postemporada en 20 años. Los aficionados corearon el nombre de Cueto todo el juego, ya que trataron de desconcentrar. Después de permitir un jonrón a Marlon Byrd en la segunda entrada, Cueto dejó caer la pelota al montículo, para el deleite de la multitud de Pittsburgh. En el siguiente lanzamiento que tiró permitió otro jonrón, esta vez del receptor Russell Martin, dando a Pittsburgh una ventaja de 2-0 antes de tiempo. Cueto permitiría dos carreras más, y fue retirado después de 3.1 entradas. Los Rojos mostrarían poca resistencia el resto del juego, y los Piratas ganaron por 6-2, avanzando a una serie Serie Divisional con otro rival de división, los Cardenales de San Luis. Cueto cargó con la derrota en el partido, que terminó la temporada los Rojos.
El 28 de septiembre de 2014, Cueto logró su 20a victoria de la temporada 2014, convirtiéndose en el primer jugador de los Rojos de Cincinnati en conseguir 20 o más victorias en una temporada desde que Danny Jackson lograra la hazaña en 1988. El resultado del partido, en contra de los Piratas de Pittsburgh, fue 4-1. Lanzó un total de 8 entradas y se le permitió batear en el octavo inning en lugar de un bateador emergente, con el juego empatado 1-1 y un corredor en tercera base. Bateó un sencillo remolcador y Aroldis Chapman salvó el juego en la novena. El 12 de noviembre de 2014, Cueto terminó segundo en la votación al Premio Cy Young de la Liga Nacional detrás de Clayton Kershaw.
El 6 de abril de 2015, Cueto registró el ponche número 1.000 de su carrera en la victoria por 5-2 sobre los Piratas de Pittsburgh.

### Kansas City Royals
El 26 de julio de 2015, Cueto fue cambiado a los Reales de Kansas City a cambio de Brandon Finnegan y los jugadores de ligas menores John Lamb y Cody Reed.
En su debut en casa con los Reales, lanzó una blanqueada de cuatro hits contra los Tigres de Detroit, con lo que obtuvo su primera victoria con el uniforme de los Reales. Luego de este inicio prometedor, Cueto tuvo problemas y terminó la temporada regular con efectividad de 4.76 en 13 aperturas para su nuevo equipo.
Cueto inició el segundo juego de la Serie Mundial de 2015, lanzando un juego completo para obtener la victoria por 7-1 y colocar la serie 2-0 a favor de su equipo. Eventualmente los Reales ganaron la serie, otorgándole a Cueto su primer anillo de campeón.

### San Francisco Giants
El 16 de diciembre de 2015, Cueto firmó un contrato de seis años y $130 millones con los Gigantes de San Francisco, con una opción del club para 2022. Cueto puede terminar el contrato al finalizar el segundo año.
En la temporada 2016, fue invitado a su segundo Juego de Estrellas y fue seleccionado por el mánager Terry Collins para iniciar dicho encuentro, luego de registrar marca de 12-1 con 2.57 de efectividad en 122 1⁄3 entradas lanzadas hasta ese momento. Finalizó su primera temporada con los Gigantes con marca de 18-5, efectividad de 2.79 y 198 ponches en 219 2⁄3 entradas, y terminó en sexto lugar a la votación del Premio Cy Young, detrás de Clayton Kershaw, Madison Bumgarner, Kyle Hendricks, Jon Lester y Max Scherzer.
En 2017, Cueto se vio afectado por unas ampollas en su mano derecha, y registró marca de 8-8 con 4.52 de efectividad y 136 ponches en solo 25 aperturas, mientras que el récord 64-98 de los Gigantes fue el peor de todas la mayores.

## Antecedentes e influencias
El camino de Cueto a las Grandes Ligas estuvo llena de intentos, porque muchos equipos se mostraron cautelosos de su pequeña estatura. "Algunos me dijeron que era demasiado pequeño, otros pensaban que era en realidad más viejo de edad que como aparecía en mis documentos", dijo el lanzador derecho. Mide 5'10", pero algunos creen que está más cerca de 5'8". Sin embargo, en lugar de ceder a las críticas, Cueto miró a otro pequeño lanzador dominicano Pedro Martínez, en busca de inspiración. "Pedro ha sido mi inspiración, la persona por la que decidí dejar de jugar los jardines para convertirme en un lanzador", dijo Cueto. "Uno de mis mayores sueños es conocer a Pedro en persona, darle la mano y decirle que ha sido mi héroe y mi modelo a seguir".

## Clásico Mundial de Béisbol
Johnny Cueto participó en el Clásico Mundial de Béisbol 2009 representando a la República Dominicana. Tuvo una victoria para la República Dominicana en el Grupo D, el juego 3 de la primera ronda.